# Kimia Yousofi
Kimia Yousofi (en persan : کیمیا یوسفی), parfois orthographié Kamia Yousufi, née le 20 mai 1996 à Machhad en Iran, est une sprinteuse afghane. Olympienne à trois reprises lors Jeux olympiques de 2016 , 2020 et 2024 sur 100 mètres, elle est la première femme à être porte-drapeau de l'Afghanistan aux Jeux olympiques et détentrice du record national de la discipline en 13 s 29.

## Biographie
Très jeune, Kimia Yousofi quitte l’Afghanistan pour l'Iran où elle est réfugiée. Dans sa jeunesse, elle s'entraîne à courir mais n’est pas autorisée à participer aux compétitions en Iran, interdites aux réfugiées. Elle a 17 ans lorsque le gouvernement afghan découvre qu’une sportive pourrait représenter le pays et après trois années d'entraînement, elle est envoyée aux Jeux sud-asiatiques de 2016 et désignée porte-drapeau de la cérémonie d'ouverture. Lors des Jeux olympiques de Rio en 2016, Yousofi marque la compétition en courant les séries en hijab et est majoritairement félicitée pour sa performance bien qu’elle termine dernière de sa course avec un temps de 14 s 02,.
Lors des Jeux olympiques d'été de 2020, Kimia Yousofi devient la première femme à être porte-drapeau de l'Afghanistan aux Jeux olympiques. Engagée dans la première série du tour préliminaire du 100 mètres féminin, l'athlète bat le record national en 13 s 29 et est éliminée. À la suite de la prise de pouvoir des talibans en 2021, elle s'inquiète publiquement du sort des athlètes restées au pays. Elle fait également part de ses doutes à pouvoir représenter à nouveau l'Afghanistan en compétitions officielles.
En août 2022, elle est accueillie avec sa famille en Australie pour s'entraîner pour les Jeux olympiques de Paris, un déménagement organisé par le Comité olympique australien,. Le 2 août 2024, à la fin du tour préliminaire du 100 mètres aux jeux de Paris, elle retourne son dossard où est écrit "Education, sport, our rights" en noir rouge et vert, les couleurs du drapeau afghan. À noter que le gouvernement taliban ne reconnaît pas la participation des trois femmes présentes dans la délégation afghane.

## Records
| Épreuve    | Performance | Lieu                  | Date            |
| ---------- | ----------- | --------------------- | --------------- |
| 100 mètres | 13 s 29     | Stade national, Tokyo | 30 juillet 2021 |